# Поттхукке

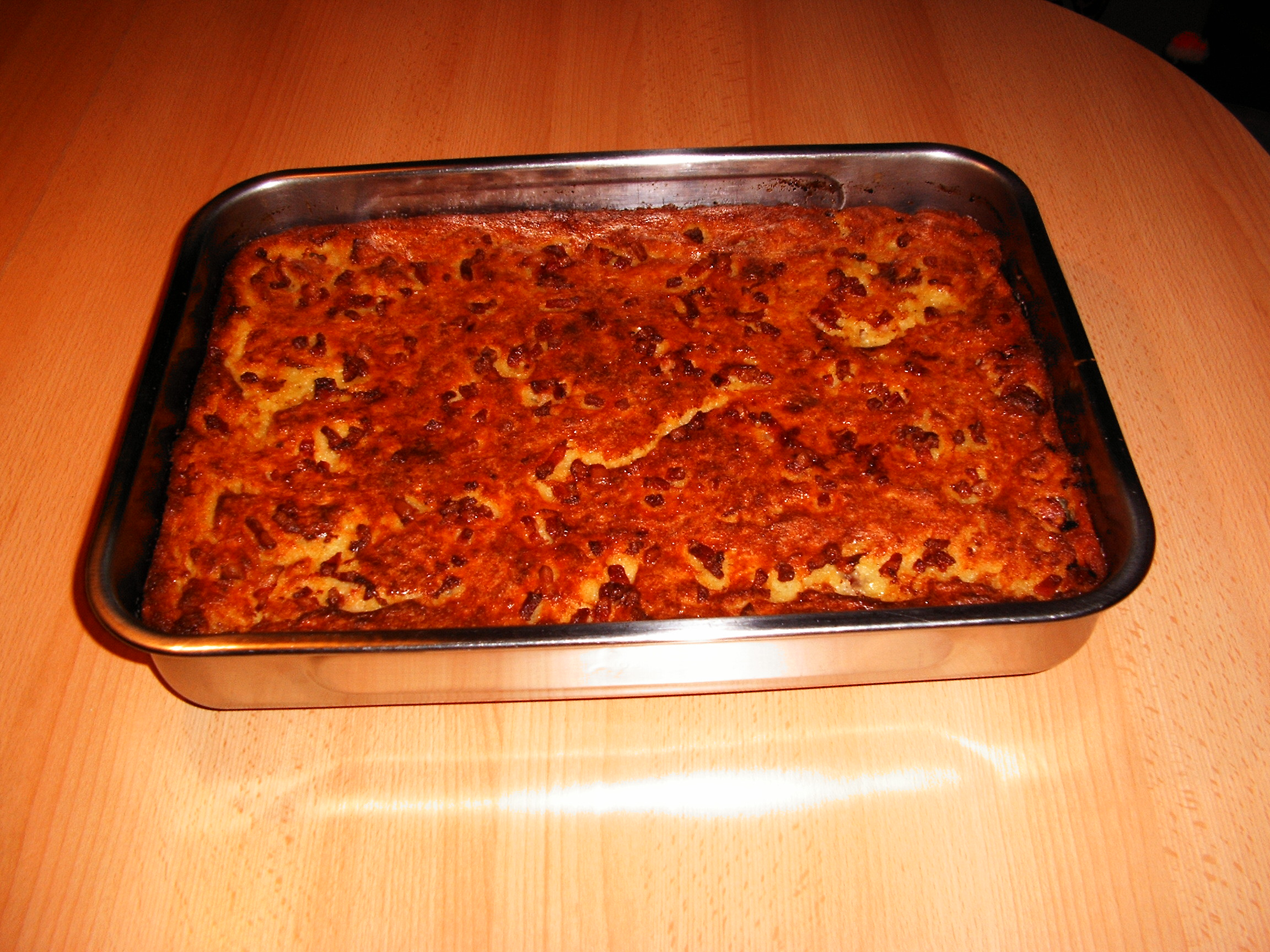
Готовая запеканка поттхукке

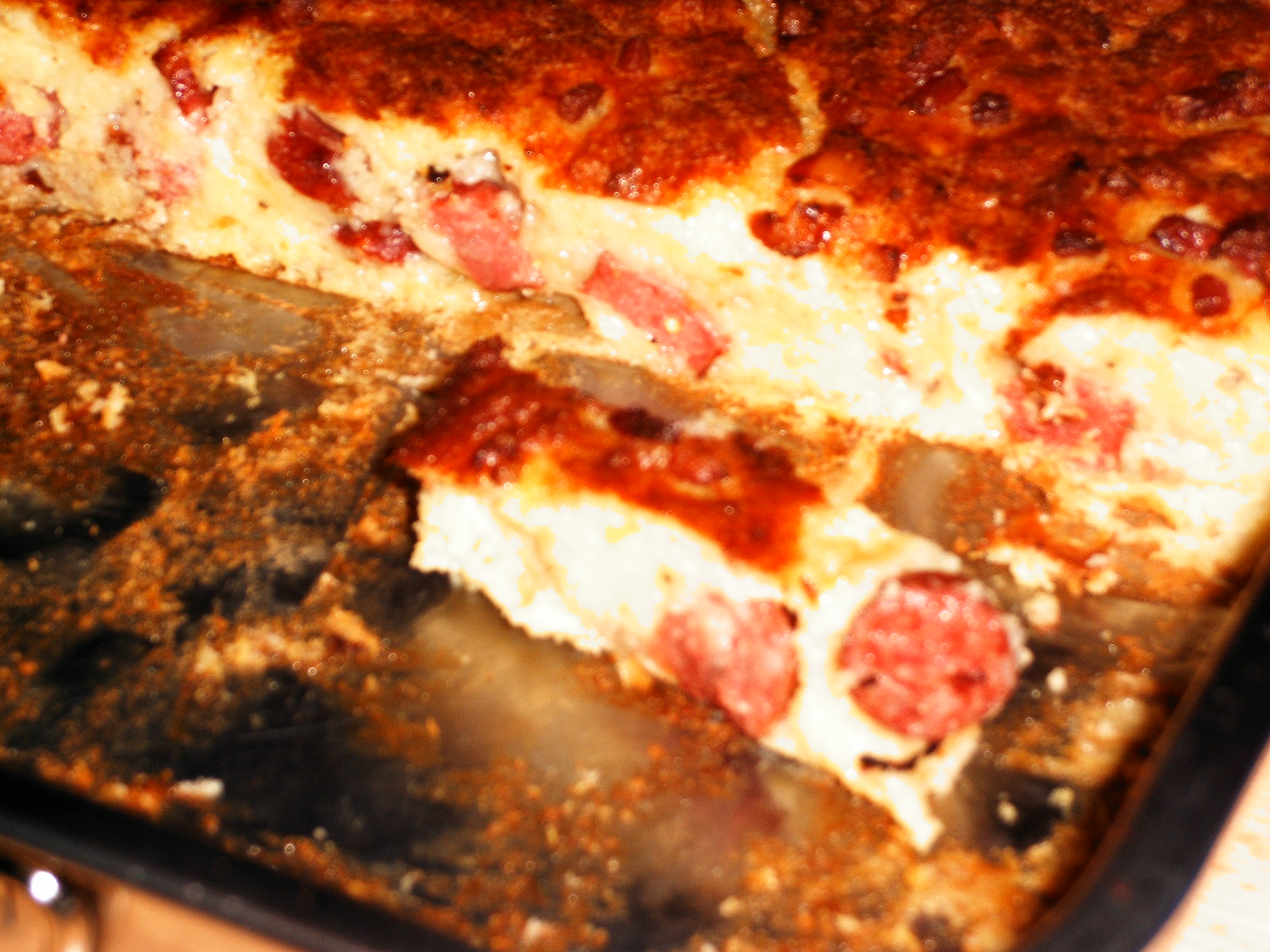
Поттхукке на срезе

По́ттхукке (нем. Potthucke) или пу́фферт (нем. Puffert) — типичное вестфальское блюдо из Зауэрланда и Зигерланда. Представляет собой картофельную запеканку с беконом и колбасой меттвурстом. Поттхукке под названием «пуфферт» прославила на всём немецкоязычном пространстве знаменитая кулинарка Генриетта Давидис. В других регионах Германии похожее блюдо носит названия «дёббекухен», «диппекухен», «диббелаббес» и «дачерт».
Поттхукке готовят из сырого и отваренного картофеля в соотношении 4:1. Натёртый сырой картофель отжимают на мелком сите, отваренный картофель измельчают картофелемялкой. К картофелю добавляют яйцо, сливки или сметану, а также меттвурст и репчатый лук, полученное тесто приправляют солью, перцем и мускатным орехом. В форме для выпекания обжаривают кубики бекона, затем выкладывают тесто и выпекают в духовом шкафу. Поттхукке едят горячим или после охлаждения разжаривают ломтиками толщиной в 2 см на сковороде до появления хрустящей корочки с обеих сторон. К поттхукке подают салат и хлеб с маслом. В Зауэрланде поттхукке едят с чёрным хлебом и сиропом из сахарной свёклы. К поттхукке подают часто пильзнер.